# Soběslav
Soběslav é uma cidade checa localizada na região da Boêmia do Sul, distrito de Tábor.